# Llac Elguiguitguin

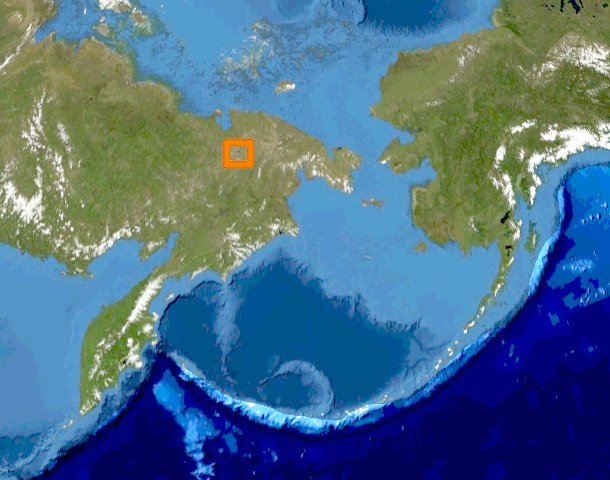
El quadrat taronja mostra la localització del llac Elguiguitguin

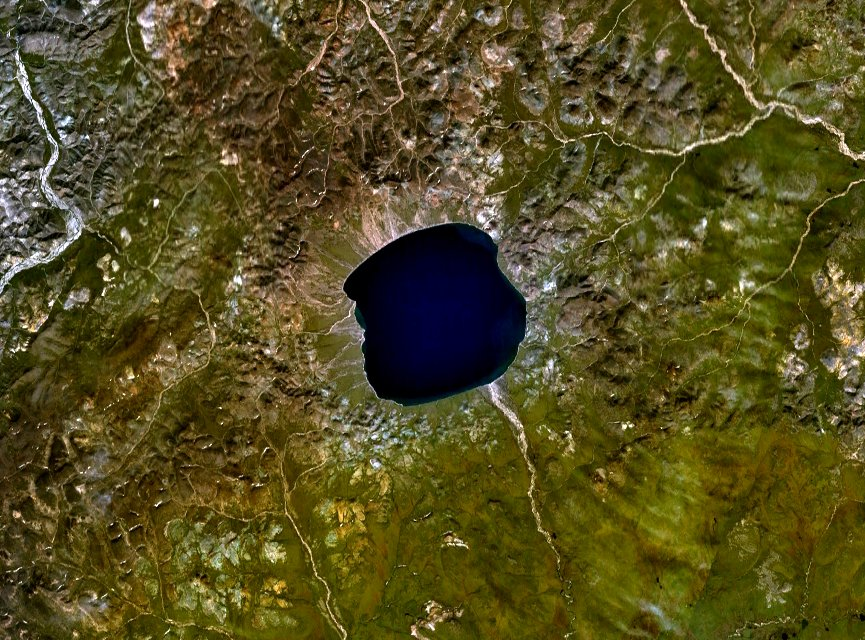
Llac Elguiguitguin

El llac Elguiguitguin (en rus: Эльгыгытгын) es troba a Txukotka al nord-est de Sibèria. Té un diàmetre aproximat de 12 km, una superfície de 119,5 km² i una profunditat de 175 metres. El llac està situat en un cràter d'impacte d'un meteorit creat fa 3,6 milions d'anys, al Pliocè. El diàmetre del cràter és de 18 km.
El llac és de gran interès científic, ja que mai ha estat cobert per les glaceres. Això ha permès l'acumulació ininterrompuda d'una capa de sediments de 400 metres de profunditat al fons del llac, cosa que ens ofereix important informació sobre el canvi climàtic al llarg de la història.

## Fauna
Les condicions del llac són extremadament dures per a la vida dels peixos, ja que es classifica com un llac ultraoligotròfic i la superfície està coberta de gel durant uns 10 mesos a l'any. Amb tot, hi ha tres espècies que hi habiten, totes espècies dels salmònids: Salvelinus boganidae, S. elgyticus i Salvethymus svetovidovi. Aquestes dues últimes espècies són endèmiques del llac Elguiguitguin. Les tres espècies estan adaptades a les aigües extremadament fredes del llac, que generalment es troben just per sobre del punt de congelació i passen la major part de l'any a la foscor total.